# کنزو یوکویاما
کنزو یوکویاما (به انگلیسی: Kenzo Yokoyama) بازیکن فوتبال اهل ژاپن و عضو تیم ملی فوتبال ژاپن است که در تاریخ ۱۶ اکتبر ۱۹۶۴ میلادی اولین بازی ملی‌اش را انجام داد. او در ۴۹ بازی ملی حضور داشت و آخرین بازی ملی خود را در تاریخ ۲۸ سپتامبر ۱۹۷۴ میلادی انجام داد. کنزو یوکویاما در بازی‌های ملی‌اش
گلی به ثمر نرساند.